# Contea di Morgan (Illinois)
La contea di Morgan (in inglese Morgan County) è una contea dello Stato dell'Illinois, negli Stati Uniti. La popolazione al censimento del 2000 era di 36 616 abitanti. Il capoluogo di contea è Jacksonville.